# Malevolent Creation
Malevolent Creation (в переводе с англ. — «Зловещее создание») — американская дэт-метал-группа. Основанная в 1987 году гитаристом Филом Фаскиана и вокалистом Бреттом Хоффманом, является одной из самых значимых групп на дэт-метал сцене. На данный момент в репертуаре группы насчитывается 13 альбомов.

## История создания
Основали группу бывшие участники Resthaven — гитарист Фил Фэйшена (англ. Phil Fasciana), вокалист Бретт Хоффман (англ. Brett Hoffman), род. в 1967 г.). Произошло это в городе Буффало (штат Нью-Йорк) в 1987 году, но уже в 1988 группа переезжает в Fort Lauderdale (штат Флорида). За историю своего существования группа переживала многочисленные кадровые перестановки, единственным бессменным участником оставался гитарист Фил Фасчиана (Фэскиана).

## Состав группы

### Вокал
- Brett Hoffman (1987—1994, 1998—2000, 2006—2018)
- Jason Blachowicz (1994—1998)
- Kyle Symons (2000—2006)

### Гитара
- Phil Fasciana (1987 — наши дни)
- John Rubin (1988—1992, 2005—2008)
- Marco Martell (2007 — наши дни)
- Jim Nickles
- Jeff Juszkiewicz
- Rob Barrett
- John Paul Soars
- Jason Hagan
- Peter Tägtgren

### Бас гитара
- Gio Geraca
- Gordon Simms
- Jason Blachowicz
- Marco Martell (2007—2008)
- Scott O’Dell
- Greg St. John
- Dave X

### Ударные
- Lee Harrison
- Mark Simpson (1989—1992)
- Alex Marquez (1992—1994)
- Larry «Crazy» Hawke (1994)
- Tony Laureano
- Derek Roddy
- Gus Rios
- Justin DiPinto
- David Kinkade
- Ariel Alvarado
- Dave Culross (1994 — ?)
- Fabian Aguirre

Состав на сегодняшний день:
Дерон Миллер — вокал, ритм-гитара 
Фил Фасчиана — соло-гитара 
Ронни Палмер — ударные 
Джесси Джолли — бас-гитара 

## Дискография

### Студийные альбомы
- The Ten Commandments (1991)
- Retribution (1992)
- Stillborn (1993)
- Eternal (1995)
- In Cold Blood (1997)
- The Fine Art of Murder (1998)
- Envenomed (2000)
- The Will to Kill (2002)
- Warkult (2004)
- Doomsday X (2007)
- Invidious Dominion (2010)
- Dead Man’s Path (2015)
- The 13th Beast (2019)

### Концертные записи
- Conquering South America (Arctic Music, 2004)
- Live at the Whiskey (Arctic Music, 2008)
- Australian Onslaught (Arctic Music, 2010)

### Сборники
- Joe Black (Pavement Music, 1996)
- Manifestation — Compilation (Pavement Music, 2000)
- The Best of Malevolent Creation (Roadrunner, 2003)
- Retrospective (Crash Music, 2005)
- Essentials (Crash Music, 2009)

## Видеография

### Концертные DVD
- Lost Commandments (Massacre Records, 2008)

## Отзывы
- Рецензия на альбом «Eternal» на сайте Allmusic [1]
- Рецензия на альбом «Warkult» на сайте Allmusic [2]
- Рецензия на альбом «Conquering South America» на сайте Allmusic [3]
- Рецензия на альбом «Doomsday X» на сайте Allmusic [4]
- Рецензия на альбом «Doomsday X» на сайте About.com [5]
- Рецензия на альбом «Live at the Whiskey a Go Go» на сайте About.com [6]
- Рецензия на альбом «Invidious Dominion» на сайте Allmusic [7]
- Рецензия на альбом «Invidious Dominion» на сайте About.com [8]